# Жирарди, Даниэль
Даниэль «Дэн» Жирарди (англ. Daniel Girardi; 29 апреля 1984, Уэлленд, Онтарио, Канада) — бывший профессиональный канадский и итальянский хоккеист, защитник.

## Карьера
Двукратный обладатель Кубка Дж. Росса Робертсона (приза победителю плей-офф юниорской Хоккейной лиги Онтарио) (2004 — в составе «Гуэльф Сторм», 2005 — в составе «Лондон Найтс»), обладатель Мемориального кубка (2005 — в составе «Лондон Найтс»).
На драфте НХЛ не выбирался. 1 июля 2006 года как свободный агент подписал контракт с клубом «Нью-Йорк Рейнджерс», в составе которого отыграл 11 сезонов.
14 июня 2017 года «Рейнджерс» выкупили 6-летний контракт Дэна на $33 млн за 3 года до его окончания. После выкупа контракта Жирарди подписал 2-летний контракт с «Тампой-Бэй Лайтнинг» на общую сумму $ 6 млн.
В сезоне 2017/18 в составе нового клуба выиграл Восточную конференцию в регулярном чемпионате, а в плей-офф дошёл до финала Востока, в котором «Тампа» в семи матчах уступила «Вашингтон Кэпиталз». Сам защитник впервые с плей-офф 2014 года, в котором «Рейнджерс» дошли до финала, забросил шайбу в матчах на вылет. При этом одна из двух шайб была заброшена в овертайме 4-го матча против «Бостон Брюинз».
После 2 сезонов в «Тампе» защитник объявил о завершении карьеры.

## Статистика
```

                                            --- Regular Season ---    ---- Playoffs ----
Season   Team                        Lge    GP    G    A  Pts  PIM    GP   G   A Pts PIM
--------------------------------------------------------------------------------------
2000-01  Barrie Colts                OHL     6    0    0    0    0    --  --  --  --  --
2001-02  Barrie Colts                OHL    21    0    1    1    0    20   0   0   0   0
2002-03  Barrie Colts                OHL    31    3   13   16   24    --  --  --  --  --
2002-03  Guelph Storm                OHL    36    1   13   14   20    11   0   9   9  14
2003-04  Guelph Storm                OHL    68    8   39   47   55    22   2  17  19  10
2004-05  Guelph Storm                OHL    38    5   20   25   24    --  --  --  --  --
2004-05  London Knights              OHL    31    4   10   14   14    18   0   6   6  10
2005-06  Charlotte Checkers          ECHL    7    1    4    5    6    --  --  --  --  --
2005-06  Hartford Wolf Pack          AHL    66    8   31   39   44    13   4   5   9   8
2006-07  Hartford Wolf Pack          AHL    45    2   22   24   16    --  --  --  --  --
2006-07  New York Rangers            NHL    34    0    6    6    8    10   0   0   0   4
2007-08  New York Rangers            NHL    82   10   18   28   14    10   0   3   3   6
2008-09  New York Rangers            NHL    82    4   18   22   53     7   0   0   0   6
2009-10  New York Rangers            NHL    82    6   18   24   53    --  --  --  --  --
2010-11  New York Rangers            NHL    80    4   27   31   37     5   0   0   0   0
2011-12  New York Rangers            NHL    82    5   24   29   20    20   3   9  12   2
2012-13  New York Rangers            NHL    46    2   12   14   16    12   2   2   4   2
2013-14  New York Rangers            NHL    81    5   19   24   16    25   1   6   7  10
2014-15  New York Rangers            NHL    82    4   16   20   22    19   0   4   4   4
2015-16  New York Rangers            NHL    74    2   15   17   20     2   0   1   1   0
2016-17  New York Rangers            NHL    63    4   11   15   16    12   0   2   2   2
2017-18  Tampa Bay Lightning         NHL    77    6   12   18   27    17   2   1   3   2
2018-19  Tampa Bay Lightning         NHL    62    4   12   16   12     4   0   0   0   4
----------------------------------------------------------------------------------------
         NHL Totals                        927   56  208  264  314   143   8  28  36  42

```

## Семья
Супруга: Пэм Жирарди. Дети: сын Лэндон, дочь Шей.